# Agda Halldin
Agda Josefina Halldin, född 10 mars 1869 i Grundsunds församling, Göteborgs och Bohus län, död 12 november 1949 i Sankt Görans församling, Stockholm, var en svensk polis. 
Hon blev 1908 en av Sveriges tre (övriga var Maria Andersson och Erica Ström) första polissystrar.